# Благодатівська сільська рада
Благода́тівська сільська́ ра́да — адміністративно-територіальна одиниця та орган місцевого самоврядування в Великоолександрівському районі Херсонської області. Адміністративний центр — село Благодатівка.

## Загальні відомості
Благодатівська сільська рада утворена в 1946 році.
- Територія ради: 3,307 км²
- Населення ради: 1 128 осіб (станом на 2001 рік)
- Територією ради протікає річка Інгулець

## Населені пункти
Сільській раді були підпорядковані населені пункти:
- с. Благодатівка
- с. Андріївка
- с. Лозове
- с. Мала Сейдеминуха
- с. Новогреднєве
- с. Сухий Ставок

## Склад ради
Рада складалася з 15 депутатів та голови.
- Голова ради:

### Керівний склад попередніх скликань
| Прізвище, ім'я, по батькові | Основні відомості                                            | Дата обрання | Дата звільнення |
| --------------------------- | ------------------------------------------------------------ | ------------ | --------------- |
| Яценко Віктор Олексійович   | Сільський голова, 1961 року народження, член Народної партії | 26.03.2006   | 31.10.2010      |

Примітка: таблиця складена за даними сайту Верховної Ради України

### Депутати
За результатами місцевих виборів 2010 року депутатами ради стали:

#### За суб'єктами висування
| Суб'єкт висування            | Кількість обраних депутатів | %    |
| ---------------------------- | --------------------------- | ---- |
| Самовисування                | 6                           | 40   |
| Партія регіонів              | 5                           | 33,3 |
| Народна партія               | 3                           | 20   |
| Соціалістична партія України | 1                           | 6,7  |

#### За округами
| № округу                     | Прізвище, ім'я, по батькові       | Дата визнання обраним | Освіта             | Партійна приналежність             | Відомості про обраного депутата                                |
| ---------------------------- | --------------------------------- | --------------------- | ------------------ | ---------------------------------- | -------------------------------------------------------------- |
| Народна Партія               |                                   |                       |                    |                                    |                                                                |
| 3                            | Кротова Тамара Федотівна          | 02.11.2010            | середня спеціальна | член Народної партії               | Благодатівська сільська рада, фельдшер                         |
| 6                            | Тицька Валентина Аврамівна        | 02.11.2010            | середня спеціальна | член Народної партії               | Благодатівська сільська рада, бібліотекар                      |
| 11                           | Приймак Володимир Михалович       | 02.11.2010            | вища               | член Народної партії               | пенсіонер                                                      |
| Партія регіонів              |                                   |                       |                    |                                    |                                                                |
| 4                            | Полякова Любов Іллівна            | 02.11.2010            | вища               | член Партії регіонів               | Благодатівська загальноосвітня школа І-ІІІ ст., вчитель        |
| 7                            | Присяжний Олександр Олександрович | 02.11.2010            | вища               | член Партії регіонів               | Благодатівська загальноосвітня школа І-ІІІ ст., вчитель        |
| 8                            | Москаленко Вікторія Вікторівна    | 02.11.2010            | середня            | член Партії регіонів               | тимчасово не працює                                            |
| 12                           | Шолопа Олена Миколаївна           | 02.11.2010            | середня            | член Партії регіонів               | приватний підприємець                                          |
| 15                           | Байбара Володимир Іванович        | 02.11.2010            | середня            | член Партії регіонів               | пенсіонер                                                      |
| Соціалістична партія України |                                   |                       |                    |                                    |                                                                |
| 13                           | Жаров Вадим Миколайович           | 02.11.2010            | середня            | член Соціалістичної партії України | тимчасово не працює                                            |
| Самовисування                |                                   |                       |                    |                                    |                                                                |
| 1                            | Демиденко Зінаїда Василівна       | 02.11.2010            | середня            | позапартійна                       | Благодатівська сільська рада, спеціаліст по земельних питаннях |
| 2                            | Поляков Володимир Миколайович     | 27.12.2010            | вища               | позапартійний                      | Благодатівська загальноосвітня школа І-ІІІ ст., комірник       |
| 5                            | Вашина Зінаїда Михайлівна         | 02.11.2010            | середня спеціальна | член Народної партії               | Благодатівська сільська рада, секретар                         |
| 9                            | Восколович Валентина Василівна    | 02.11.2010            | середня спеціальна | позапартійна                       | тимчасово не працює                                            |
| 10                           | Іванова Наталія Павлівна          | 02.11.2010            | середня спеціальна | позапартійна                       | приватний підприємець                                          |
| 14                           | Буйненко Георгій                  | 02.11.2010            | середня            | позапартійний                      | тимчасово не працює                                            |